# Hypolytrum longifolium
Hypolytrum longifolium är en halvgräsart som först beskrevs av Louis Claude Marie Richard, och fick sitt nu gällande namn av Christian Gottfried Daniel Nees von Esenbeck. Hypolytrum longifolium ingår i släktet Hypolytrum och familjen halvgräs.

## Underarter
Arten delas in i följande underarter:
- H. l. longifolium
- H. l. nicaraguense
- H. l. rubescens
- H. l. sylvaticum